# Quincy (Cher)
Pour les articles homonymes, voir Quincy.
Quincy est une commune française située dans le département du Cher en région Centre-Val de Loire.

## Géographie
Quincy est un village d'environ 825 habitants (en comptant les villages alentour dépendant de la mairie quinçoise) situé à 10 km de Vierzon et de Bourges, dans le Cher, région Centre-Val de Loire. Quincy est traversé par le Cher.

### Climat
Pour des articles plus généraux, voir Climat du Centre-Val de Loire et Climat du Cher.
En 2010, le climat de la commune est de type climat océanique dégradé des plaines du Centre et du Nord, selon une étude du CNRS s'appuyant sur une série de données couvrant la période 1971-2000. En 2020, Météo-France publie une typologie des climats de la France métropolitaine dans laquelle la commune est exposée à un climat océanique altéré et est dans la région climatique  Centre et contreforts nord du Massif Central, caractérisée par un air sec en été et un bon ensoleillement. 
Pour la période 1971-2000, la température annuelle moyenne est de 11,4 °C, avec une amplitude thermique annuelle de 15,4 °C. Le cumul annuel moyen de précipitations est de 704 mm, avec 11 jours de précipitations en janvier et 7 jours en juillet. Pour la période 1991-2020, la température moyenne annuelle observée sur la station météorologique installée sur la commune est de 12,1 °C et le cumul annuel moyen de précipitations est de 735,0 mm,. Pour l'avenir, les paramètres climatiques de la commune estimés pour 2050 selon différents scénarios d'émission de gaz à effet de serre sont consultables sur un site dédié publié par Météo-France en novembre 2022.
| Mois                                  | jan.             | fév.            | mars          | avril         | mai             | juin           | jui.           | août           | sep.          | oct.            | nov.             | déc.             | année      |
| ------------------------------------- | ---------------- | --------------- | ------------- | ------------- | --------------- | -------------- | -------------- | -------------- | ------------- | --------------- | ---------------- | ---------------- | ---------- |
| Température minimale moyenne (°C)     | 1,5              | 1               | 3,1           | 4,9           | 8,9             | 11,8           | 13,4           | 13,4           | 10            | 7,9             | 3,5              | 1,7              | 6,8        |
| Température moyenne (°C)              | 4,7              | 5,2             | 8,5           | 10,9          | 15,1            | 18,5           | 20,3           | 20,3           | 16,4          | 12,8            | 7,4              | 4,8              | 12,1       |
| Température maximale moyenne (°C)     | 7,9              | 9,4             | 14            | 16,9          | 21,4            | 25,1           | 27,2           | 27,3           | 22,7          | 17,8            | 11,3             | 7,8              | 17,4       |
| Record de froid (°C) date du record   | −19,6 09.01.1985 | −16 05.02.1963  | −12 01.03.05  | −6 04.04.1973 | −1,3 05.05.1979 | 0,9 05.06.1976 | 3,3 06.07.1979 | 2,6 26.08.1966 | 0 30.09.1972  | −6,8 30.10.1997 | −11,2 23.11.1993 | −12,5 31.12.1985 | −19,6 1985 |
| Record de chaleur (°C) date du record | 18,3 05.01.1999  | 22,8 24.02.1990 | 25,7 19.03.05 | 30,9 30.04.05 | 34,8 27.05.05   | 38,4 22.06.03  | 39,4 26.07.06  | 42,4 10.08.03  | 35,9 04.09.05 | 30,8 01.10.1985 | 22,9 03.11.1994  | 20,3 16.12.1989  | 42,4 2003  |
| Précipitations (mm)                   | 59,3             | 50,3            | 52            | 61,2          | 75,5            | 52,8           | 59,9           | 56,6           | 58,1          | 71,4            | 68,2             | 69,7             | 735        |

## Urbanisme

### Typologie
Au 1er janvier 2024, Quincy est catégorisée commune rurale à habitat dispersé, selon la nouvelle grille communale de densité à 7 niveaux définie par l'Insee en 2022.
Elle est située hors unité urbaine. Par ailleurs la commune fait partie de l'aire d'attraction de Bourges, dont elle est une commune de la couronne,. Cette aire, qui regroupe 111 communes, est catégorisée dans les aires de 50 000 à moins de 200 000 habitants,.

### Occupation des sols
L'occupation des sols de la commune, telle qu'elle ressort de la base de données européenne d’occupation biophysique des sols Corine Land Cover (CLC), est marquée par l'importance des territoires agricoles (72,6 % en 2018), en diminution par rapport à 1990 (74,3 %). La répartition détaillée en 2018 est la suivante : 
terres arables (55,8 %), forêts (19,7 %), zones agricoles hétérogènes (11,4 %), eaux continentales (4,8 %), cultures permanentes (4,1 %), zones urbanisées (2,9 %), prairies (1,3 %).
L'évolution de l’occupation des sols de la commune et de ses infrastructures peut être observée sur les différentes représentations cartographiques du territoire : la carte de Cassini (XVIIIe siècle), la carte d'état-major (1820-1866) et les cartes ou photos aériennes de l'IGN pour la période actuelle (1950 à aujourd'hui).

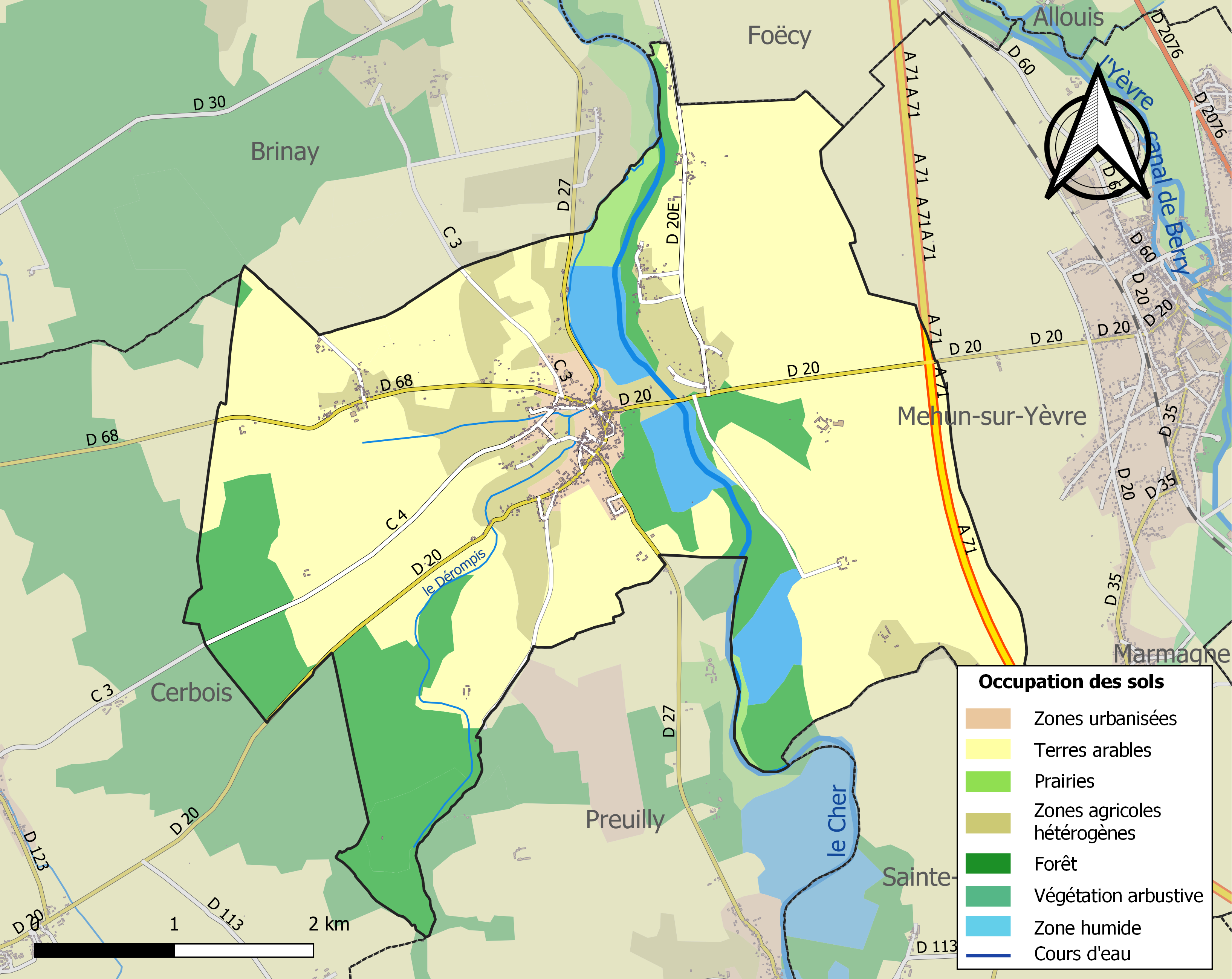
Carte des infrastructures et de l'occupation des sols de la commune en 2018 (CLC).

### Risques majeurs
Le territoire de la commune de Quincy est vulnérable à différents aléas naturels : météorologiques (tempête, orage, neige, grand froid, canicule ou sécheresse), inondations, mouvements de terrains et séisme (sismicité faible). Il est également exposé à un risque technologique, le transport de matières dangereuses. Un site publié par le BRGM permet d'évaluer simplement et rapidement les risques d'un bien localisé soit par son adresse soit par le numéro de sa parcelle.

#### Risques naturels
Certaines parties du territoire communal sont susceptibles d’être affectées par le risque d’inondation par débordement de cours d'eau, notamment le Cher. La commune a été reconnue en état de catastrophe naturelle au titre des dommages causés par les inondations et coulées de boue survenues en 1982, 1999 et 2011,.

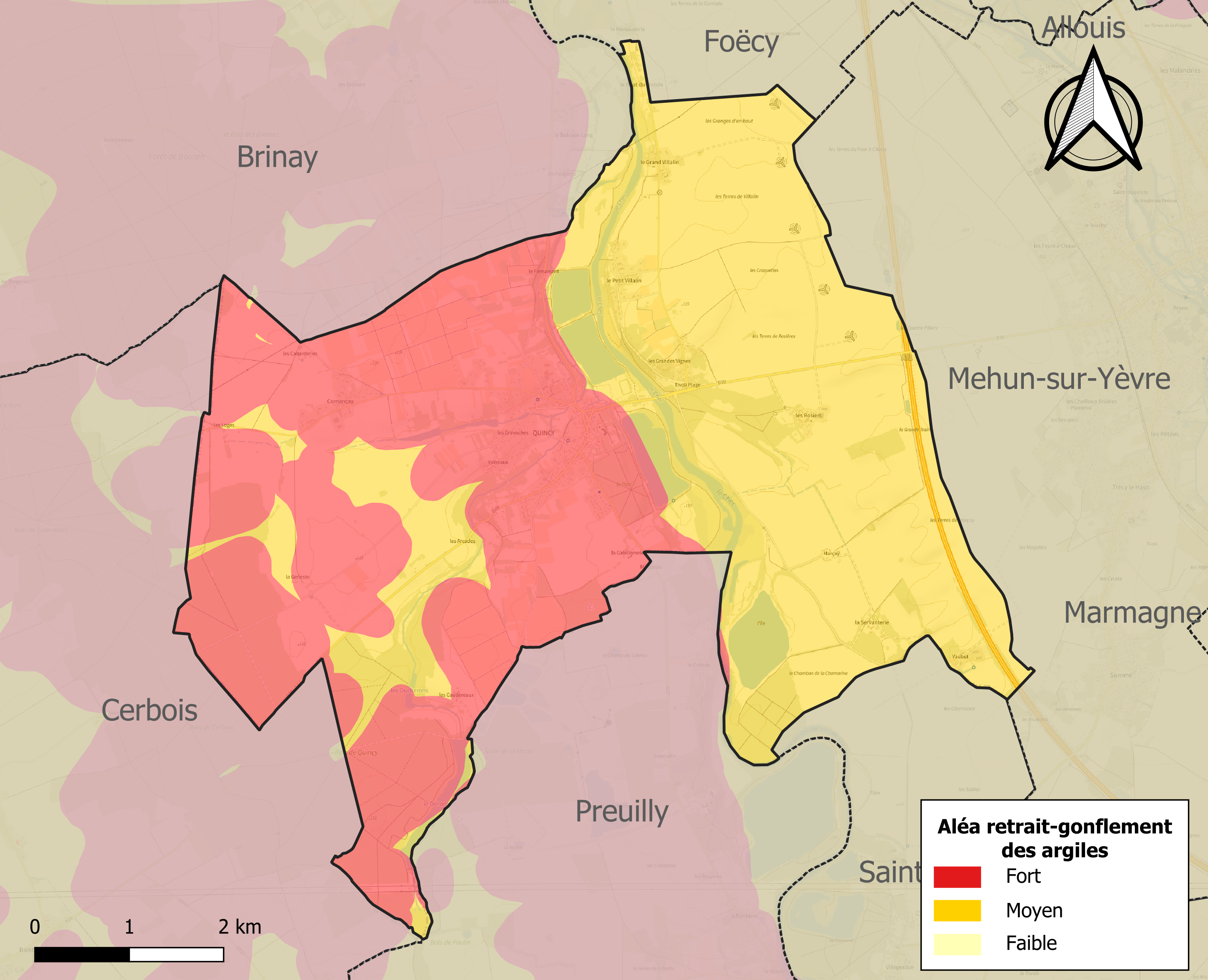
Carte des zones d'aléa retrait-gonflement des sols argileux de Quincy.

La commune est vulnérable au risque de mouvements de terrains constitué principalement du retrait-gonflement des sols argileux. Cet aléa est susceptible d'engendrer des dommages importants aux bâtiments en cas d’alternance de périodes de sécheresse et de pluie. La totalité de la commune est en aléa moyen ou fort (90 % au niveau départemental et 48,5 % au niveau national). Sur les 468 bâtiments dénombrés sur la commune en 2019, 468 sont en aléa moyen ou fort, soit 100 %, à comparer aux 83 % au niveau départemental et 54 % au niveau national. Une cartographie de l'exposition du territoire national au retrait gonflement des sols argileux est disponible sur le site du BRGM,.
Concernant les mouvements de terrains, la commune a été reconnue en état de catastrophe naturelle au titre des dommages causés par la sécheresse en 2019 et par des mouvements de terrain en 1999.

#### Risques technologiques
Le risque de transport de matières dangereuses sur la commune est lié à sa traversée par des infrastructures routières ou ferroviaires importantes ou la présence d'une canalisation de transport d'hydrocarbures. Un accident se produisant sur de telles infrastructures est en effet susceptible d’avoir des effets graves au bâti ou aux personnes jusqu’à 350 m, selon la nature du matériau transporté. Des dispositions d’urbanisme peuvent être préconisées en conséquence.

## Histoire

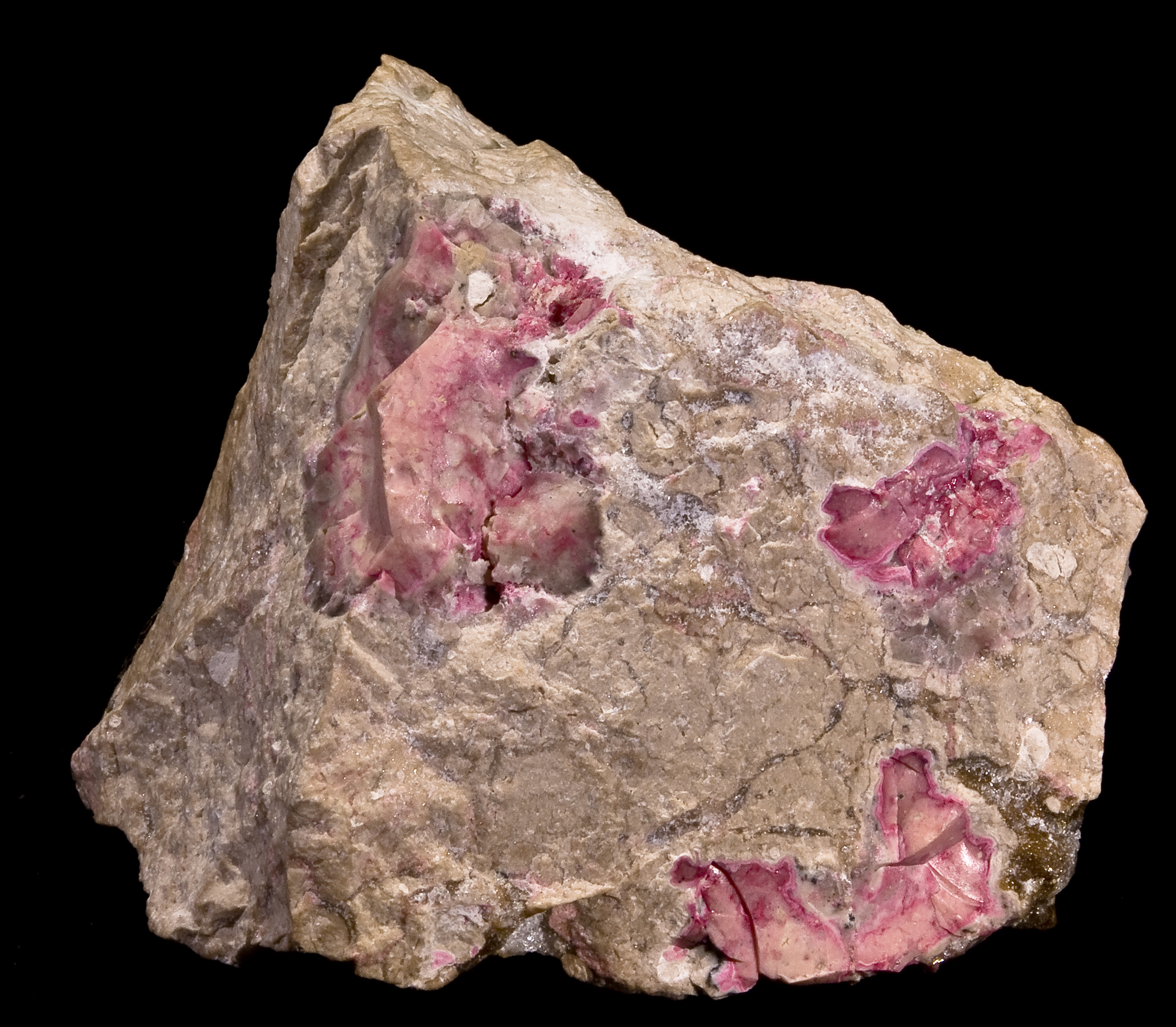
Quincite.

Au XIXe siècle, Pierre Berthier décrivit la quincite, variété d'opale rose découverte à Quincy.

### La ligne de démarcation à Quincy
Le pont de Quincy passe au dessus du Cher. L’ancien pont avait été construit en 1925 pour remplacer un pont de bois. Celui-ci était fabriqué en arceaux de béton. Pendant la construction de ce pont, l’ancien était encore utilisé. Pendant la Seconde Guerre mondiale, ce pont matérialisait la ligne de démarcation de juin 1940 à 1943.
Le pont actuel a été construit en 1993.
Pendant la Seconde Guerre mondiale, après la défaite de la France, les Allemands imposent leurs règles. Dès 1940, ils décident d’occuper une partie de la France et établissent la ligne de démarcation qui sépare la France en deux zones : une zone occupée au Nord et une zone libre au Sud. Certains villages comme Quincy sont divisés en deux parties avec le bourg en zone libre et certains hameaux en zone occupée (Villalin). Les habitants de Quincy rencontraient de nombreux problèmes pour se rendre au travail, comme les agriculteurs ou les viticulteurs qui avaient leurs champs en zone occupée…
D’autre part, Quincy dépendait des autres villes Bourges, Vierzon et Mehun-sur-Yèvre, situées en zone occupée où il y avait différents services comme la Poste, la préfecture, la perception et la gare. Pour pouvoir circuler d’une zone à l’autre il fallait posséder un laissez–passer. Au départ, les « sauf-conduits » étaient délivrés par le maire de la commune puis validés par les Allemands. Ensuite il fallait obtenir une carte frontalière appelée « Ausweis », qui était délivrée par les autorités allemandes. Ces documents devaient contenir des informations personnelles (nom, date et lieu de naissance…), une description physique et une photo d’identité.

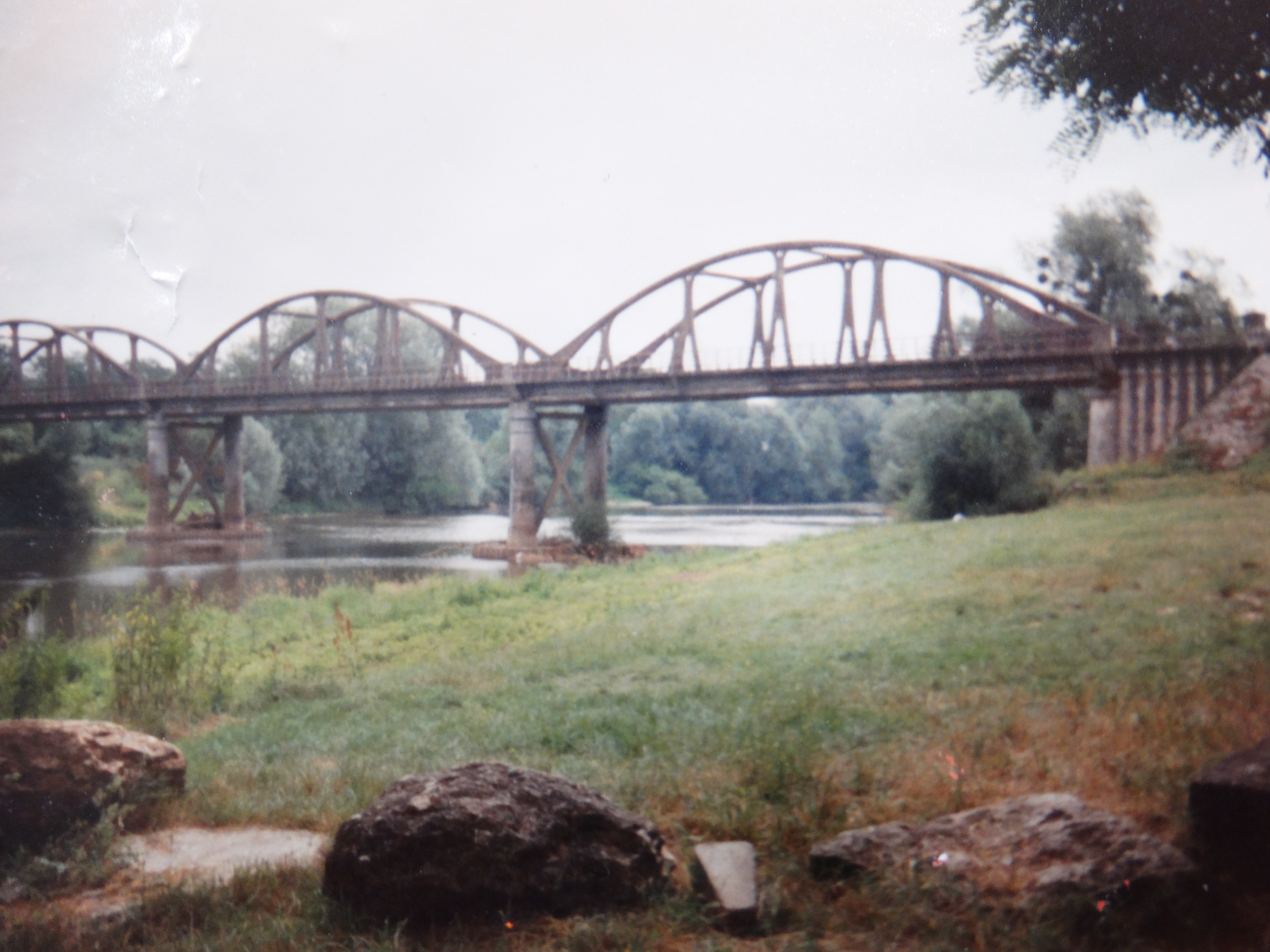
Ancien pont de Quincy.
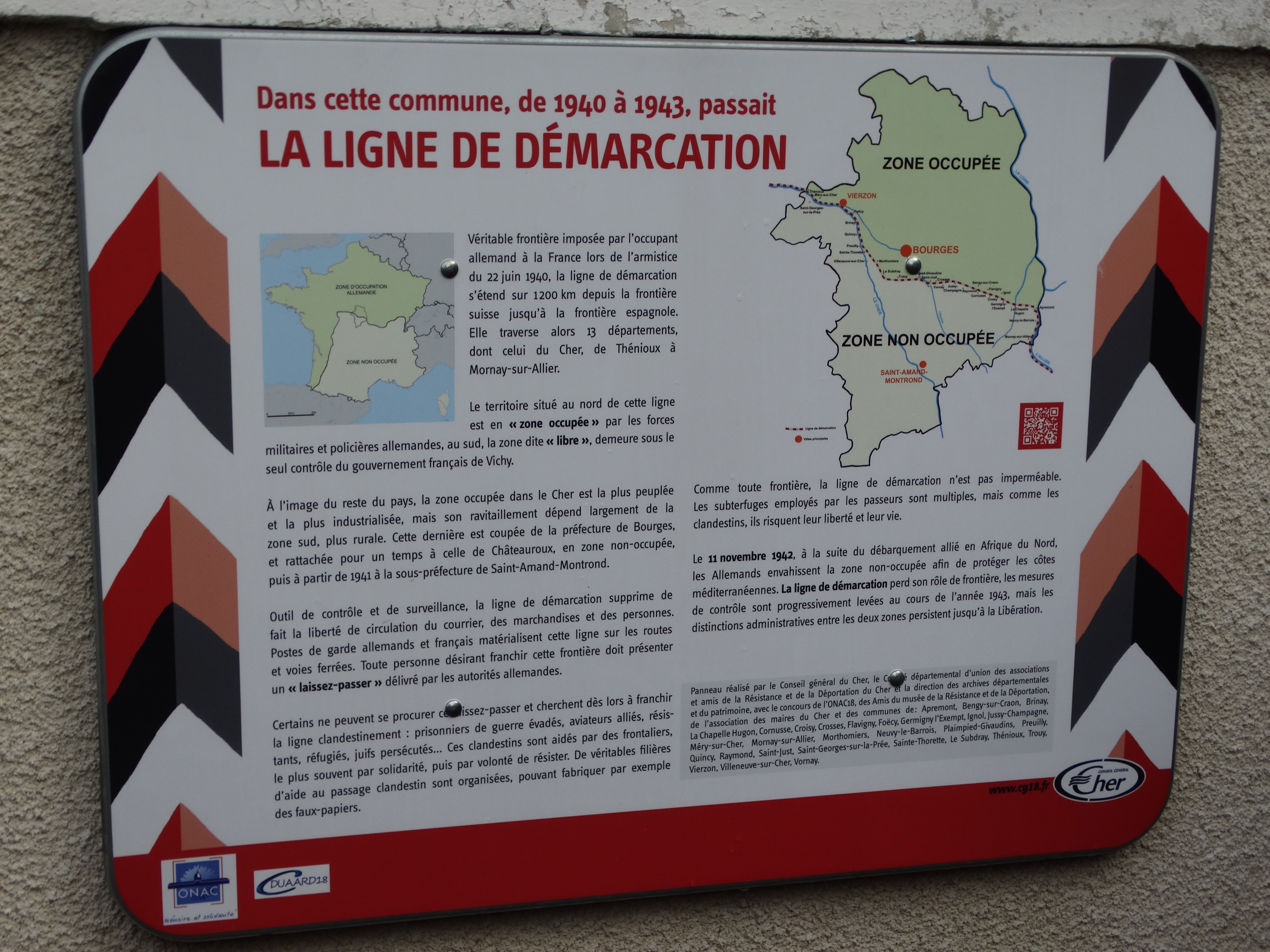
Panneau sur la ligne de démarcation à Quincy.
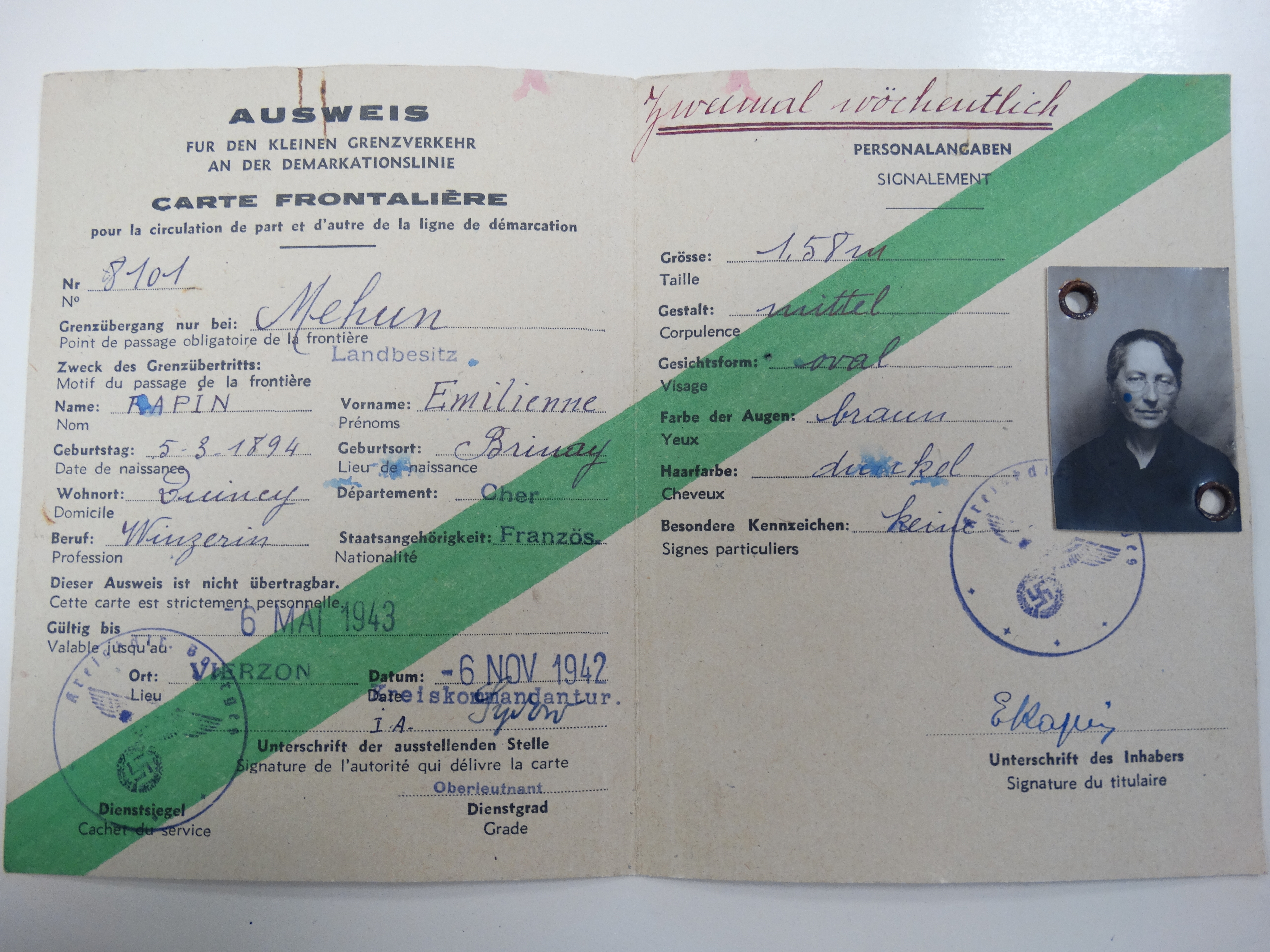
Ausweis de la Seconde Guerre mondiale

## Politique et administration
| Période                                  | Période      | Identité        | Étiquette | Qualité             |
| ---------------------------------------- | ------------ | --------------- | --------- | ------------------- |
| Les données manquantes sont à compléter. |              |                 |           |                     |
|                                          | mars 2001    | Philippe Jabaud |           |                     |
| mars 2001                                | mars 2014    | Claude Derbez   |           |                     |
| mars 2014                                | juillet 2020 | Axel Ponroy     |           | Profession libérale |
| juillet 2020                             | En cours     | Pascal Rapin,   |           | Ancien cadre        |

## Démographie
L'évolution du nombre d'habitants est connue à travers les recensements de la population effectués dans la commune depuis 1793. Pour les communes de moins de 10 000 habitants, une enquête de recensement portant sur toute la population est réalisée tous les cinq ans, les populations de référence des années intermédiaires étant quant à elles estimées par interpolation ou extrapolation. Pour la commune, le premier recensement exhaustif entrant dans le cadre du nouveau dispositif a été réalisé en 2006.

En 2022, la commune comptait 821 habitants, en évolution de −5,2 % par rapport à 2016 (Cher : −2,48 %, France hors Mayotte : +2,11 %).
| 1793 | 1800 | 1806 | 1821 | 1831 | 1836 | 1841 | 1846 | 1851  |
| ---- | ---- | ---- | ---- | ---- | ---- | ---- | ---- | ----- |
| 827  | 725  | 798  | 860  | 861  | 916  | 924  | 954  | 1 075 |

| 1856  | 1861  | 1866  | 1872  | 1876  | 1881  | 1886  | 1891  | 1896 |
| ----- | ----- | ----- | ----- | ----- | ----- | ----- | ----- | ---- |
| 1 049 | 1 067 | 1 093 | 1 020 | 1 031 | 1 037 | 1 037 | 1 005 | 885  |

| 1901 | 1906 | 1911 | 1921 | 1926 | 1931 | 1936 | 1946 | 1954 |
| ---- | ---- | ---- | ---- | ---- | ---- | ---- | ---- | ---- |
| 869  | 884  | 855  | 800  | 793  | 813  | 809  | 779  | 755  |

| 1962 | 1968 | 1975 | 1982 | 1990 | 1999 | 2006 | 2011 | 2016 |
| ---- | ---- | ---- | ---- | ---- | ---- | ---- | ---- | ---- |
| 740  | 727  | 783  | 759  | 812  | 775  | 825  | 898  | 866  |

| 2021 | 2022 | - | - | - | - | - | - | - |
| ---- | ---- | - | - | - | - | - | - | - |
| 824  | 821  | - | - | - | - | - | - | - |

## Économie

### Vignoble
Le village est surtout connu pour ses vignes, produisant des vins portant le label AOC exportés dans plusieurs pays étrangers dont le Japon.

## Culture locale et patrimoine

### Lieux et monuments
- Église Saint-Germain. 1734-1735. 1885. L’église a pour origine la chapelle du château de Quincy. Elle se situait dans la cour même du château, dans une situation qui devenait gênante pour le seigneur propriétaire et pour les paroissiens, d’autant plus qu’elle menaçait ruine. En 1734, sa réparation fut estimée à 590 livres. Anne Louis Pinon, seigneur de Quincy, proposa de se charger de sa reconstruction, moyennant l’abandon de son assiette, dans un lieu plus conforme. Elle devait être suffisante au culte du peuple sans dépense ni point d’honneur ridicule. Le sieur Arnoux se chargea de sa reconstruction dans le lieu où elle se trouve sur les cadastres de 1828 et de 1938. La date et le nom de l’entrepreneur se trouvent sur la porte d’entrée de l’église. En 1885, le pilier intérieur qui soutient le clocher, reçut son symétrique de l’autre côté de la travée ouest de la nef, pour monter la tribune en bois.
- Château de Quincy. Ce château d'origine médiévale a été reconstruit sous le  roi Louis XIV, entre 1644 et 1648, par le vicomte Charles Pinon de Quincy. Cette propriété privée, classée partiellement au titre des monuments historiques depuis 1992, ne se visite pas.
- La Maison du Vin est une salle de concert ainsi qu'un musée du vin initiés par la commune.

### Personnalités liées à la commune
- Louis Boïeldieu (1815-1883), compositeur français, y est mort.

### Héraldique
|  | Les armoiries de Quincy se blasonnent ainsi : D'azur au chevron d'or accompagné de trois pommes de pin du même, le pédoncule en haut. |